# Jeruzalemkruis
Een Kruis van Jeruzalem of Jerusalemkruis is een van de vele wijzen waarop een kruis wordt afgebeeld. Na de Eerste Kruistocht koos Godfried van Bouillon een dergelijk "krukkenkruis met Latijnse kruizen in de armen" als wapen van zijn koninkrijk Jeruzalem.
Een gouden Jeruzalemkruis op een zilveren veld is een overtreding van de regels van de heraldiek maar is volgens sommige bronnen gekozen om, net als in het pauselijk wapen dat dezelfde kleuren of "metalen" combineert aan te geven dat men hier met een bijzonder wapen van doen heeft. Andere schrijvers meenden dat de rode kleurstof op tekeningen is geoxideerd en dat daardoor de indruk van een gouden in plaats van een rood kruis is ontstaan.
Het kruis is ook het insigne van de Orde van het Heilig Graf van Jeruzalem. Men vindt het ook terug in het Pruisische Olijfberg-kruis en een variant ervan maakt ook onderdeel uit van de Vlag van Georgië.
adelaar · Agnus Dei · alliantiewapen · andreaskruis · ankerkruis · armoriaal · baldakijn · barensteel · bezant · Bourgondisch kruis · brisure · cartouche · centaur · cordelière · dekkleed · dorpsvlag · dorpswapen· drieberg · dubbelkoppige adelaar · dwarsbalk · fleur de lis · fleuron · Friese adelaar · gaande leeuw · gecarteleerd · Gelderse leeuw · gepaald · gravenkroon · groot wapen · griffioen · hartschild · helmkroon · helmteken · heraldische kleur · herautstuk · hermelijn · hoed · Hollandse tuin · huismerk · Jeruzalemkruis · karbonkel · keizerskroon · keper · koek · kromstaf · kroon · krukkenkruis · kwartier · kwartileren · kwartierzoom · leeuw · markiezenkroon · merlet · molenijzer · motto · muurkroon · nassaublauw · natuurlijke kleur · Nederlandse leeuw · Nederlandse Maagd · ombrellino · ordeketen · palen · pentagram · pijlenbundel · raadselwapen · raaf · respectant · riddertoernooi · rijksbanier · rijkskleuren · rijksstandaard · rijkswapen · roos · Rudolfinische keizerskroon · Saksenros · Saladins Adelaar · scharlakenrood · schildhoofd · schildhouder · schildvoet · schildzoom · schoof · schuinbalk · schuinstreep sinister · sinister · sleutels van Petrus · socialistische heraldiek · sprekend wapen · stadskleuren · standaard · stedenmaagd · ster · tinctuur · vair · vermeerdering · vlag · vorstenhoed · vrijheidshoed · vrijkwartier · vrouwenwapen · wapen · wapenbelasting · Wapenboek Beyeren · Wapenboek Gelre · wapenbord · wapendiploma · wapendier · wapenkast · wapenkoning · wapenmantel · wapenrecht · wapenrol · wapenstier · wapentent · wassende en afnemende maan · Waterlandse zwaan · Westfriese boomwapens · wildeman · wolfsangel · wrong